# Ferdinand Morel
Pour les articles homonymes, voir Morel (patronyme).
Ne doit pas être confondu avec Charles-Ferdinand Morel.
Ferdinand Morel, né le 26 janvier 1888 à Moutier et mort le 5 août 1957 à Giétroz, est un psychiatre suisse dont la carrière universitaire s'est déroulée à Genève.

## Biographie

### Origines et famille
Ferdinand Morel naît le 26 janvier 1888 à Moutier, dans le canton de Berne (Jura bernois). Il est originaire de Corgémont, dans le canton de Berne.
Son père, Alexandre, est pasteur ; sa mère est née Hélène Francillon. Son grand-père paternel, Albert Morel, est conseiller national et milite pour l'autonomie du Jura bernois.
Il épouse en 1920 une ressortissante française, Mathilde Dieterlen, et acquiert la bourgeoisie de Genève en 1928.

### Études et parcours professionnel
Il fait des études de théologie à l'Université de Neuchâtel (baccalauréat en 1911), puis de philosophie à Paris et Genève, où il obtient un doctorat en 1918 avec sa thèse « Essai sur l'introversion mystique ». 
Par la suite, il donne un cours sur des «  questions de psychologie » en tant que privat-docent à la Faculté des lettres. Pour « connaître l'homme dans sa totalité », il s'est inscrit pour des études de médecine à Genève en 1921. Médecin en 1927, il commence à exercer à la Clinique psychiatrique de Bel-Air en 1928. Sa thèse sur l'hyperostose frontale interne reçoit le prix de la Faculté de médecine en 1930. De 1934 à 1937, Ferdinand Morel enseigne le cours « Éléments de psychiatrie » comme privat-docent.
En 1938, il est nommé à la chaire de psychiatrie de la Faculté de médecine de l'Université de Genève et à la direction de la Clinique psychiatrique de Bel-Air, qu'il dirige jusqu'à son décès en 1957,,, avant l’arrivée de Julian de Ajuriaguerra.
Il développe une vision essentiellement organiciste des maladies mentales, en s'intéressant à leurs bases physiopathologiques, anatomiques ou biochimiques. Dans ce but, il crée divers laboratoires à Bel-Air, dont celui d'histopathologie, d'endocrinologie ou encore d'électro-encéphalographie, afin d'enrichir l'examen clinique. Ferdinand Morel souhaite également que le lieu de vie des malades soit agréable : il fait moderniser les pavillons, fleurir le domaine, agrandir la chapelle de Bel-Air. Des excursions et des séances de théâtre ou de cinéma sont organisées pour les patients, et un service social les aide à réintégrer la vie à l'extérieur de l'institution. Le développement de la Policlinique de psychiatrie permet de traiter de manière ambulatoire certaines maladies mentales.
Au niveau des pratiques médicales, Ferdinand Morel introduit l'utilisation des neuroleptiques peu après leur invention en 1952. Il est fermement opposé à la pratique des lobotomies ou psycho-chirurgie,.

## Travaux
- Essai sur l'introversion mystique : étude psychologique de Pseudo-Denys l'Aréopagite et quelques autres cas de mysticisme, Genève, Kundig, 1918. 338 p. (Th. lett. Genève, 1917 ; 32)
- L'hyperostose frontale interne : syndrome de l'hyperostose frontale interne avec adipose et troubles cérébraux, Genève, Impr. Chapalay & Mottier, 1929. 92 p. (Th. méd. Genève, 1929 ; Méd. 1311)
- Introduction à la Psychiatrie Neurologique, Paris, Masson & Cie., 1947. 298 p.

## Éponymie
Le nom de Ferdinand Morel est associé au syndrome Morgagni-Stewart-Morel,, qu'il a décrit dans sa thèse. Il ne doit pas être confondu avec le psychiatre français Bénédict Augustin Morel (1809-1873), lui aussi éponyme d'une autre affection psychiatrique, la maladie de Kraepelin-Morel ou démence précoce, une entité nosologique devenue obsolète.